# París-Mantes-en-Yvelines
La París-Mantes-en-Yvelines és una cursa ciclista que es disputa anualment a la regió d'Illa de França, a França. Creada el 1945 com París-Mantes, fins al 2004 la cursa la disputaren ciclistes amateurs. Des del 2005 forma part de l'UCI Europa Tour.

## Palmarès
| Any  | Vencedor            | Segon                  | Tercer                    |
| ---- | ------------------- | ---------------------- | ------------------------- |
| 1945 | Émile Carrara       | Henri Defraire         | Roger Prevotal            |
| 1946 | Jean Ferrand        | Charles Coste          | René Leboulanger          |
| 1947 | Louis Longo         | Jean Baldassari        | Guy Solente               |
| 1948 | Roger Hureaux       | Jacques Prevotal       | Marcel Charpentier        |
| 1949 | Nello Sforacchi     | Marcel Ranc            | Jean Mazzoleni            |
| 1950 | Valentin Gerussi    | René Cador             | André Vagner              |
| 1951 | Jacques Decroix     | Kresiak                | Bernard Bourgeot          |
| 1952 | Maurice Le Boulch   | Jacques Bunel          | Michel Bon                |
| 1953 | Gérard Pujol        | Marcel Michel          | Georges Roux              |
| 1954 | Pierre Brun         | Charles Lajoie         | Michel Vermeulin          |
| 1955 | Orphée Meneghini    | Pierre Brun            | André Alvarez             |
| 1957 | René Pavard         | Peynaud                | Jean-Claude Lecante       |
| 1958 | Claude Omnes        | Gilbert Lasseron       | Robert Sciardis           |
| 1959 | Alain Le Grèves     | Claude Delamain        | Azevedo Maia              |
| 1960 | Bernard Launois     | Henri Duez             | Jacques Rebiffe           |
| 1961 | Bernard Brian       | Aimé Le Gouallec       | Jean-Pierre Van Haverbeke |
| 1962 | Pierre Martin       | John Geddes            | Jean Hoffmann             |
| 1963 | Jean Arze           | Aimable Denhez         | Pierre Jacquelot          |
| 1964 | Michel Goeury       | Byers                  | Hinault                   |
| 1965 | Bernard Guyot       | Jean-Claude Maroilleau | Jean-Pierre Puccianti     |
| 1966 | Christian Moreau    | Jean-Pierre Puccianti  | Jean Croquison            |
| 1967 | Robert Bouloux      | Mohamed El Gourch      | Gérard Demont             |
| 1968 | Francis Perez       | Henk Hiddinga          | Jean-Jacques Cornet       |
| 1969 | Gérard Briend       | Bernard Dupuch         | Jackie Quentin            |
| 1970 | Paul-Louis Combes   | Alain Racape           | Jean-Claude Blocher       |
| 1971 | Régis Ovion         | André Corbeau          | Paul-Louis Combes         |
| 1972 | Patrick Beon        | Jacques Boulas         | Rachel Dard               |
| 1973 | Michel Demore       | Alain Meslet           | Marc Merdy                |
| 1974 | Hubert Linard       | Bernard Vallet         | Jean Chassang             |
| 1975 | Rachel Dard         | Gérard Colinelli       | Michel Herbault           |
| 1976 | José Beurel         | Michel Herbault        | Jean-Luc Blanchardon      |
| 1977 | Didier Bourrier     | Jean-Pierre Bouteille  | Marc Merdy                |
| 1978 | Denis Bonnin        | Yves Carbonnier        | Bernard Pineau            |
| 1979 | Hervé Desriac       | Philippe Badouard      | Plaut                     |
| 1980 | Philippe Badouard   | Stephen Roche          | Hans-Henrik Oersted       |
| 1981 | Alain Gallopin      | Fabien De Vooght       | Laurent Fignon            |
| 1982 | Philippe Lauraire   | Thierry Barrault       | Franck Pineau             |
| 1983 | Philippe Bouvatier  | Laurent Eudeline       | Bruno De Santi            |
| 1984 | François Lemarchand | Alain Leigniel         | Thierry Casas             |
| 1985 | Bruno Huger         | Thierry Casas          | Stéphane Guay             |
| 1986 | Claude Carlin       | Marc Poncel            | Philippe Goubin           |
| 1987 | Wayne Bennington    | Hervé Desriac          | Franck Petiteau           |
| 1988 | Gérard Aviegne      | Pascal Rota            | Thierry Dupuy             |
| 1989 | Henryk Krawczyk     | Richard Virenque       | René Foucachon            |
| 1990 | André Urbanek       | Jean-Philippe Dojwa    | Jean-Cyril Robin          |
| 1991 | Slawomir Krawczyk   | Denis Moretti          | Jérôme Gourgousse         |
| 1992 | Jaan Kirsipuu       | Lauri Aus              | Conor Henry               |
| 1993 | Gilles Bouvard      | Bernard Jousselin      | Franck Morelle            |
| 1994 | Christophe Moreau   | Thierry Ferrer         | Gilles Maignan            |
| 1995 | Eric Frutoso        | Pierrick Gillereau     | Vincent Templier          |
| 1996 | Bruno Boscardin     | Pascal Peyramaure      | Thierry Marichal          |
| 1997 | Jaan Kirsipuu       | Stéphane Barthe        | Damien Nazon              |
| 1998 | Lénaïc Olivier      | Ludovic Martin         | Cédric Loué               |
| 1999 | Grégory Lapalud     | Cédric Van Overschelde | Grégory Faghel            |
| 2000 | David Krupa         | Grégory Faghel         | Jérôme Bouchet            |
| 2001 | Jérôme Pineau       | Yuriy Krivtsov         | Łukasz Bodnar             |
| 2002 | Ryder Hesjedal      | Rony Martias           | Łukasz Bodnar             |
| 2003 | Serge Canouet       | Benoit Geoffroy        | Cyril Lemoine             |
| 2004 | William Bonnet      | Dominique Rollin       | Fabrice Jeandesboz        |
| 2005 | Maxime Méderel      | Jonathan Hivert        | Renaud Pioline            |
| 2006 | Alexander Serov     | Thierry David          | Alexandre Sabalin         |
| 2007 | Niels Brouzes       | Maxime Méderel         | Mathieu Drujon            |
| 2008 | Florian Morizot     | Guillaume Blot         | Mathieu Simon             |
| 2009 | Pierre Drancourt    | Hannes Blank           | Benjamin Giraud           |
| 2010 | Yoann Bagot         | Jérémy Ortiz           | Pierre Drancourt          |
| 2011 | Pierre Drancourt    | Johan Le Bon           | Jean-Marc Bideau          |
| 2012 | Alex Meenhorst      | Romain Mathéou         | Florian Bissinger         |
| 2013 | Nicolas Baldo       | Benoît Daeninck        | Gert Lodewijks            |
| 2014 | David Menut         | Cyrille Patoux         | Romain Combaud            |
| 2015 | Nicolas Baldo       | Erwann Corbel          | Romain Barroso            |
| 2016 | Paul Ourselin       | Ronan Racault          | Mickaël Guichard          |
| 2017 | Fabien Canal        | Clément Patat          | Clément Penven            |
| 2018 | Gianni Marchand     | Baptiste Constantin    | Florian Maitre            |

fonts: